# Weber Faster One
Weber Faster One — спортивный автомобиль швейцарской фирмы Weber Sportcars (полное название: Weber Sportcars Roman Weber GmbH).

## Кузов, шасси, компоновка
Габариты:
Длина: 4500 мм
Ширина: 2040 мм
Высота:  1150 мм
Колесная база: 2900 мм
Колея:  1625/1606 мм
Двухдверный кузов состоит целиком из карбона.
Компоновка двигателя – средняя.
Общая масса пустого автомобиля 1100 кг.
Несущая трубчато-сетчатая рама-шасси, весом всего в  65 кг – сварена из высокопрочного алюминия, используемого в космической промышленности. Это придает всей конструкции достаточную жесткость. При давлении в 30 тонн шасси изгибается всего на 1,0 градус.
Распределение веса по осям 50:50. Этому, а также максимально низкому расположению центра тяжести способствует расположение бензобака емкостью 110 литров.
Ручки дверей отсутствуют, двери открываются элекроприводом.

## Двигатель
В качестве исходной базы использован серийный двигатель General Motors LS7, который устанавливается на Chevrolet Corvette Z06.
Это би-компрессорный V8-мотор с углом развала цилиндров 90 градусов, объемом 7011 см³, с 2 клапанами на цилиндр с приводом от нижнего распределительного вала (так называемый OHV).
От «донорского» двигателя взята только базовая конструкция — алюминиевый блок цилиндров с распределительным валом.
Коленчатый вал, кривошипно-шатунный механизм, кованые цилиндры, головка блока цилиндров, система впрыска, а также два механически приводимых компрессора — собственной конструкции Weber Sportcars.
Характеристики:
максимальная мощность 900 л.с. (662,4 кВ) при 7000 об/мин
максимальный крутящий момент 1050 Н·м при 3800 об/мин
удельная мощность 1,22 кг/л. с.
Топливо: бензин «Super plus» (АИ-98).

## Трансмиссия и привод
Полуавтоматическая 6-ступенчатая коробка передач собственного изготовления Weber Sportcars. Реакция переключения 50 мс.
Вариабельный тракционный контроль (антипробуксовочная система), автоматический ланч контроль (система автоматического переключения скоростей при старте с максимальным ускорением).
Привод на все колеса с электронно управляемым дифференциалом. Распределение крутящего момента по осям: максимальное усилие 36 % на переднюю ось.
Передаточное число скоростей:
1. передача 3.093
2. передача 1.869
3. передача 1.339
4. передача 1.043
5. передача 0.855
6. передача 0.738
R. задняя передача 3.500
Верхние и нижние треугольные подвески. Газовые амортизаторы по обеим осям многоступенчато юстируются как по длине хода, так и по внутреннему давлению.
Колеса: алюминиевые диски с резиной фирмы Pirelli:
передние: 10J x 20, покрышки 275/35 ZR 19
задние: 13J x 20, покрышки / 345/25 ZR 20
Тормоза:
Двухконтурная тормозная система Weber Sportcars с ABS, имеющая 12-цилиндровые алюминиевые суппорты и керамические тормозные диски 380×34 мм с внутренним обдувом.
Задний спойлер-крыло служит также воздушным тормозом. В течение 50 миллисекунд он поворачивается перпендикулярно потоку воздуха, что придает тормозному усилию дополнительные 4.000 ньютон.

## Динамические характеристики
Стартовое ускорение:
0—100 км/ч за 2,6 с
0–200 км/ч за 6,6 с
0–300 км/ч за 16,2 с
Максимальная скорость – около 400 км/ч